# Grivac
Grivac je naselje v Občini Kostel.